# Algimantas Norvilas
Algimantas Norvilas (* 4. November 1953 in Šiauliai) ist ein litauischer Politiker.

## Leben
Nach dem Abitur 1972 in Šiauliai an der 9. Mittelschule absolvierte er von 1972 bis 1976 das Studium als Schauspieler bei Lietuvos konservatorija und von 1984 bis 1989 das Studium der Dramatheater-Regie bei GITIS in Moskau.
Von 1976 bis 1986 arbeitete er im Dramatheater Kaunas als Schauspieler und von 1986 bis 1987 als Regisseur. Von 1987 bis 1990 leitete er das Kunsthaus Kaunas als Direktor. Von 1990 bis 1992 war er Deputat im Seimas, von 1993 bis 1995 Referent des litauischen Präsidenten. Ab 1996 leitete er den Verband Lietuvos žvejybos ir žuvies perdirbimo įmonių asociacija.